# Устаткування стовбура видобувної свердловини

Конструкція пошукової і видобувної свердловини.

Устаткування стовбура видобувної свердловини — обладнання, розміщене всередині експлуатаційної (обсадної) колони в просторі від вибою до гирла свердловини.
Набір цього обладнання залежить від способу експлуатації свердловин.
- У стовбурі фонтанних свердловин розміщують колону насосно-компресорних труб. Цим забезпечується запобігання обсадних труб від ерозії, винесення твердих частинок (і рідини — при видобутку газу) з вибою, можливість використання затрубного простору для цілей експлуатації.

- У стовбурі газліфтних свердловин розміщують повітряну і підйомну труби.

- У стовбурі штангових насосних свердловин розміщуються насосно-компресорні труби, насосні штанги, власне насос і допоміжне обладнання. Одним з ефективних засобів для обмеження потрапляння піску і механічних домішок в насоси є спеціальне пристосування, зване пісочним якорем.

- У стовбурі свердловин, експлуатованих зануреними електровідцентровими насосами, знаходяться занурений електродвигун, багатоступінчатий насос, зворотний клапан і при необхідності — газосепаратор.

- У стовбурі свердловин, експлуатованих зануреними гвинтовими насосами, знаходиться гвинтовий насос з зануреним електродвигуном.